# Manantiales (Jujuy)
Manantiales es una localidad argentina ubicada en el departamento El Carmen de la provincia de Jujuy. Según el censo de 2010, tiene una población de 326 habitantes.
Está ubicada sobre la Ruta Provincial 61, en el cruce con la Ruta Provincial 60.

## Economía
Es una zona tabacalera.